# Khotan Fernández
Khotan Fernández (Ciudad de México, 27 de abril de 1979) es un actor mexicano.

## Biografía
Fue criado en Brasil donde aprendió el portugués como su segunda lengua.

## Trayectoria
A los 17 años comenzó su trayectoria profesional trabajando para la televisión en la película Dean's Office (1996) y ese mismo año en The Guilt. Debutó en las telenovelas en 1997 concretamente a los 18 años de edad en la telenovela Mi pequeña traviesa, interpretando a Mercurio, el antagonista principal de la historia.
Ha participado en series como Al éxito TV (2005), Corazón partido (2005). Posteriormente Acorralada y Dame chocolate (ambas en el año 2007) encarnando a Ángel en esta producción de Telemundo que presentó historia de intereses económicos enmascarados por el amor. Participó en Macumba y El cartel (ambas un año después que fue en 2008).

## Telenovelas
- Al otro lado del muro (2018) como Maximiliano "Max" Sullivan.
- Una maid en Manhattan (2011) como Miguel Morales.
- El sexo débil (2011) como Álvaro Camacho.
- Perro amor (2010) como Rocky Pérez.
- Eternamente tuya (2009) como David Abascal
- Dame chocolate (2007 - 2008) como Ángel Pérez.
- Acorralada (2007) como Gerardo.
- Corazón partido (2006) como Sergio.
- Yo vendo unos ojos negros (2004) como Álvaro.
- Vale todo (2002) como Pablo.
- Primer amor (2000 - 2001) como José Crescencio.
- Carita de ángel (2000 - 2001) como Alexis.
- Alma rebelde (1999) como Valentino.
- Amor gitano (1999) como Humberto de Astolfi.
- Preciosa (1998) como Ransel.
- Mi pequeña traviesa (1997 - 1998) como Mercurio.

## Series
- El cartel (2008) como Caronte.
- Macumba (2008).
- Al éxito TV (2005) como anfitrión.
- Protagonista de la fama VIP (2004) como él mismo.
- Beat (2000) (acreditado como Kothan) como agente federal.
- El grito (2000).

## Películas
- Antes que anochezca como joven con pájaro - Estados Unidos (2000).
- Dean's Office (1996).
- The Guilt (1996).